# Minervarya syhadrensis
Minervarya syhadrensis (Annandale, 1919) è un anfibio appartenente alla famiglia Dicroglossidae, diffuso nel sud-est asiatico.

## Descrizione
La colorazione di questa specie è composta da un colore grigiastro sul dorso, con macchie scure, con la presenza a volte di sfumature rossastre e arancioni; il ventre è bianco. In alcuni esemplari è presente una linea mediana chiara e stretta che parte dalla testa e attraversa tutto il corpo. Una curiosità particolare di questa specie è che durante la stagione riproduttiva, la regione golare maschile diventa nera.
M. syhadrensis è una rana di piccole dimensioni. Le femmine raggiungono una lunghezza del muso-ventre (SVL) di 20.7-22.8 mm. I maschi sono più piccoli con una lunghezza SVL di 17.5-19.1 mm.

## Biologia

### Alimentazione
È una specie insettivora.

### Riproduzione
Durante la stagione riproduttiva, i maschi emettono richiami, usando un singolo sacco vocale esterno subgolare. Iniziano a chiamare dopo una o due forti piogge pre-monsoniche o monsoniche da aprile a giugno e continuano fino alla fine della stagione delle piogge tra settembre e ottobre. Chiamano principalmente durante la notte, iniziando dopo il crepuscolo e proseguendo fino alla prima mattina del giorno successivo, preferibilmente seduti in pozze temporanee d'acqua poco profonde, sotto l'erba parzialmente sommersa o in risaie. Anche se il loro richiamo viene emesso in coro, mantengono una distanza di 0.5-1 m l'uno dall'altro. I loro richiami sono antifonali tra i due maschi chiamanti più vicini e consistono in una serie di gruppi di impulsi che variano per ogni chiamata tra 7 e 28.
Questa specie depone uova in piccoli lotti incorporate in materiale gelatinoso, ciascuna racchiusa in una doppia capsula gelatinosa e quando si separano aderiscono ai fili d'erba. Le dimensioni variano da 0.8 a 1.2 mm. 

## Distribuzione e habitat
M. syhadrensis abita l'ecozona indomalese.
Il suo habitat include le savane e praterie del Terai-Duar, le foreste spinose nord-occidentali, le foreste di latifoglie dell'Himalaya orientale, la pineta subtropicale dell'Himalaya e le foreste decidue umide dei Ghati Occidentali settentrionali.
Questi territori si estendono nel sud-est asiatico e comprendono gli stati del Bangladesh, India centro-settentrionale e peninsulare occidentale (nei Ghati occidentali), Nepal, Pakistan (dal Punjab meridionale sino al Sindh) e Sri Lanka ad altitudini inferiori ai 2000 m.
Nel parco nazionale di Shivapuri Nagarjun sono stati osservati 13 esemplari nell'estate del 2009 entro una distanza di 50 m da corpi idrici.

## Conservazione
La specie occupa un areale abbastanza vasto, all'interno del quale la popolazione si presume stabile. Per questo motivo la Lista rossa IUCN classifica Minervarya syhadrensis come specie a rischio minimo (Least Concern).